# Aimé Lambert
Aimé Lambert, né le 21 juin 1825 à Nancy et mort le 15 mai 1896 à Paris 16e, est un militaire français.

## Biographie
Fils d’Abraham-Samuel et de Catherine Coblentz, Lambert entre au service, à 23 ans, comme engagé volontaire au 30e de ligne. Arrivé au corps, le 28 février 1848. Passé dans l’infanterie de la Garde républicaine, le 1er juillet 1848, il se distingue tout particulièrement au cours des journées de Juin, où il est blessé d’un coup de feu au côté droit et d’un coup de baïonnette au cou, le 24 juin 1848, ce qui lui vaut la croix de la Légion d’honneur.
Brigadier, le 21 juillet 1848, maréchal-des-logis fourrier, le 20 janvier 1849, il obtient la permission de s’engager, lors du licenciement de la garde mobile dans la Légion étrangère au 2e régiment étranger et reçoit l’épaulette de sous-lieutenant, le 6 février 1853.La même année, son régiment est engagé dans la guerre de Crimée déclarée le 4 octobre 1853, et perd les trois quarts de ses officiers. Ceux ayant échappé à la mitraille russe ont connu un avancement rapide. Blessé dans diverses parties du corps, suite d’éclats de bombe, ainsi que d’un coup de feu à la main droite devant Sébastopol, le 23 mai 1855, il passe lieutenant, le 20 mars 1855. Particulièrement bien noté par ses supérieurs, il passe, en conséquence, capitaine, lors de la signature de la paix, le 27 mars 1856.
Présent à la bataille de Magenta, livrée le 4 juin 1850, il est atteint d’une large contusion à la partie antérieure du bras gauche par le choc d’une balle arrivée au terme de sa course et blessé dans la région abdominale. Après avoir demandé à passer dans la gendarmerie, il entre, le 11 aout 1862 avec son grade dans la Garde municipale de Paris, et est immédiatement appelé au commandement d’une compagnie. Prévôt de la division Castagny, lors de l’expédition du Mexique (1861-1867), il est blessé d’un coup de machette au-dessous du genou droit et d’un second coup de la même arme au cou et à l’épaule gauche, le 20 novembre 1866. Ayant demandé, à son retour en France, à être envoyé aux colonies, le ministre de la guerre lui confie incontinent le commandement de la gendarmerie à la Martinique.
Promu chef d’escadron, le 1er aout 1867, il revient en France, aux premiers bruits de guerre et passe à la compagnie de gendarmerie de l’Hérault. Durant la guerre contre l’Allemagne, il sert comme grand prévôt du quartier général à l’État-Major général de la 2e armée de Paris, sous le général Ducrot. Nommé lieutenant-colonel, il commande en second le régiment de gendarmerie à pied qui, pendant le siège de la capitale, a constamment été aux avant-postes.
Lieutenant-colonel, le 8 décembre 1870 ), il est affecté à la 3e légion (Lille) mais, peu après, il est placé auprès de la Chambre à Bordeaux et à Versailles. Au licenciement du régiment de gendarmerie, à la signature de la paix, Adolphe Thiers, qui connaissait Lambert depuis longtemps, l’a chargé d’organiser la légion de gendarmerie mobile. S’étant acquitté de cette tâche de manière à mériter les félicitations du ministre de la guerre, il est nommé, quelque temps après, chef de la maison militaire du Président de la République, fonctions qu’il quitte à la chute de Thiers. Ce dernier l’ayant fait venir pour lui proposer, la croix de commandeur de la Légion d’honneur, avant son départ, Lmabert a refusé, en disant qu’ayant été l’objet d’un choix depuis moins de deux ans, il était trop respectueux des règlements militaires pour accepter une promotion dans l’ordre de la Légion d’honneur avant le délai réglementaire expiré
Colonel, le 8 décembre 1875, il est désigné pour passer au commandement de la Garde républicaine. Général de brigade, le 21 aout 1877, il devient divisionnaire le 7 septembre 1883. Après 35 ans de services, à 58 ans, il a obtenu les trois étoiles. Retraité le 21 juin 1890, il était titulaire des médailles commémoratives de Crimée, d’Italie, du Mexique et de la médaille coloniale (Tunisie). Il a reçu la médaille de Sa Majesté la reine d'Angleterre, la médaille d’Italie et la médaille du Mexique.
Il avait épousé, le 30 mai 1888, Marie-Gabrielle Coutelier, épouse divorcée de Charles-Jules Delcambre.

### Citations
Cité à l’ordre général de l’armée pour le courageux sang-froid montré en franchissant le parapet pour se jeter sur les Russes dans la sortie qu’ils ont faite, le 2 mai 1855 ; cité à l’ordre général nº 24, en date du 31 mai 1855, pour s’être montré d’une solidité et d’un élan tout particuliers dans la lutte du 23 au 24 mai 1855 devant Sébastopol.

### Décorations
Chevalier de la Légion d’honneur, le 26 août 1848 ; Officier de la Légion d’honneur, le 12 mars 1870 ; Commandeur, le 11 janvier 1876 ; Grand-officier de la Légion d’honneur le 28 décembre 1888 ; Décoré de l’ordre du Medjidié (5e classe), le 14 juin 1850 ; A reçu la médaille de Sa Majesté la reine d’Angleterre ; A reçu la médaille d’Italie ; A reçu la médaille du Mexique ; Chevalier des Saints Maurice et Lazare, le 2 août 1860  ; Chevalier de l’ordre de la Guadeloupe, le 16 septembre 1866 ; Décoré de l’ordre du Nicham de Tunis (3e classe}, le 24 avril 1860 ; Officier de l’Instruction publique, le mai 1873 ; Commandeur de l’ordre Royal d’Isabelle la Catholique d’Espagne, le 17 novembre 1871 ; Commandeur de l’ordre pontifical de Saint-Grégoire-le-Grand, le 1er décembre 1871 ; Grand officier de 2e classe de l’ordre du Lion et du Soleil de Perse, le 10 juillet 1873  ; Commandeur de 3e classe de l’ordre de Saint-Stanislas de Russie, le 17 décembre 1874.